# Classificação da Biblioteca do Congresso
A Classificação da Biblioteca do Congresso (em inglês: Library of Congress Classification, LCC) é um sistema de classificação bibliográfica da Biblioteca do Congresso, biblioteca nacional e maior biblioteca dos Estados Unidos, localizada na capital Washington, DC.

## Histórico

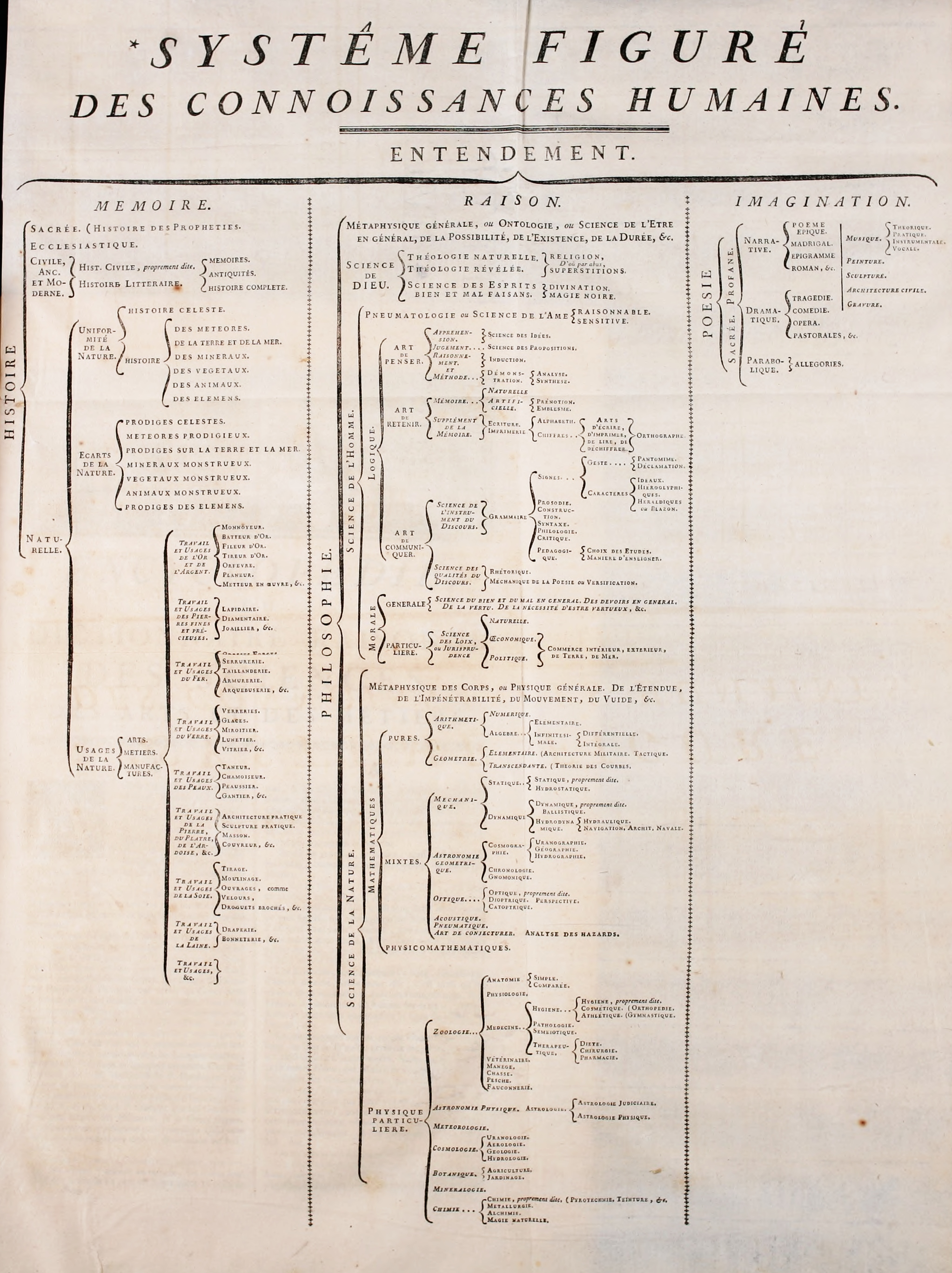
Fig.1: Sistema figurativo do conhecimento humano. O sistema possui três ramos: memória, razão e imaginação

Até a idade média, era raro uma biblioteca elaborar um catálogo, pois seu principal trabalho era cópia e não organização da mesma. Com crescimento das coleções foram surgindo sistemas de classificação. Experimentou-se usar ordem alfabética e também números arábicos.
O sistema de classificação da Library of Congress – LC (Biblioteca do Congresso – EUA) foi criado em fins do século XIX e é o mais importante sistema utilitarista, sem apoio em base científica, de que se tem conhecimento. Embora a arrumação dos assuntos, dentro das classes, seja inteiramente arbitrária, dependendo das necessidades da própria biblioteca, ele tem sido, desde de sua criação até hoje, um sistema atuante e em constante expansão.
A primeira arrumação da LC obedeceu ao tamanho do livro (formato), assim permanecendo em sua fundação, desde 1800, até o incêndio de 1814. Foi adquirida, então, a coleção de livros de Thomas Jefferson, que passou a formar a nova biblioteca.
Os livros de Thomas Jefferson estavam classificados de acordo com uma adaptação do sistema filosófico de Francis Bacon (figura 1) (que dividia o conhecimento em três áreas – memória, razão e imaginação e, a partir destas, história, poesia e filosofia) o qual, com algumas modificações, foi mantido pela LC até 1899. No período de 1860 a 1897 A. R. Spofford foi bibliotecário da LC e responsável pela coleção de Jefferson.
Após a mudança da biblioteca para o novo prédio, em 1897, os bibliotecários sentiram a necessidade de nova arrumação de acervo, pois a então usada não atendia às finalidades da sempre crescente coleção.
Aos bibliotecários Martel e Hanson coube o planejamento do novo sistema. Foram examinadas três possibilidades: a Dewey Decimal Classification – DDC (Classificação Decimal de Dewey – CDD), a Cutter Expansive Classification (Classificação Expansiva de Cutter) e o sistema usado na biblioteca da universidade alemã de Halle. Como nenhuma das alternativas se adequava ao que eles queriam, em 1900, Herbert Putnam, bibliotecário responsável pela LC de 1899 a 1939, decidiu que eles próprios deveriam planejar um novo sistema que se adaptasse a situação específica da LC, tanto ao acervo e serviços, não dependendo das influências e necessidades externas.
Depois de planejamento no todo, apenas em linhas gerais, cada classe (agrupamento de assuntos de acordo com a publicação na biblioteca) foi entregue a diversos especialistas, daí a razão das pequenas diferenças que ocorrem de uma classe para outra.
Em vista do sistema ter visado mais ao interesse da coleção do que ao encadeamento dos assuntos em base científica, algumas classes ficaram bem mais desenvolvidas que outras.
Cada classe da LCC é publicada independentemente das demais e têm seu próprio índice, não havendo índice geral. As atualizações do sistema eram publicadas trimestralmente nos folhetos intitulados Additions and changes of L.C., atualmente a LC divulga as atualizações semanalmente através de seu website.
Durante alguns anos, pouco ou quase nada se sabia sobre a parte prática desse sistema e só depois da divulgação da tese de Catherine W. Grout. é que o sistema teve maior penetração nos estudos práticos.
Ao longo do século XX, o sistema foi aprovado para utilização por outras bibliotecas especialmente grandes bibliotecas acadêmicas nos Estados Unidos. É atualmente um dos mais utilizados sistemas de classificação de bibliotecas em todo o mundo.

## Classes e subclasses
O sistema divide o conhecimento em 21 classes básicas, cada uma identificada por uma única letra do alfabeto (ver quadro 1).
| Letra | Assuntos cobertos                                                          |
| ----- | -------------------------------------------------------------------------- |
| A     | General Works                                                              |
| B     | Philosophy, Psychology, and Religion                                       |
| C     | Auxiliary Sciences of History                                              |
| D     | General and Old World History                                              |
| E     | History of America                                                         |
| F     | History of the United States and British, Dutch, French, and Latin America |
| G     | Geography, Anthropology, and Recreation                                    |
| H     | Social Sciences                                                            |
| J     | Political Science                                                          |
| K     | Law                                                                        |
| L     | Education                                                                  |
| M     | Music                                                                      |
| N     | Fine Arts                                                                  |
| P     | Language and Literature                                                    |
| Q     | Science                                                                    |
| R     | Medicine                                                                   |
| S     | Agriculture                                                                |
| T     | Technology                                                                 |
| U     | Military Science                                                           |
| V     | Naval Science                                                              |
| Z     | Bibliography, Library Science, and General Information Resources           |

Quadro 1: As 21 classes da Library of Congress Classification.
Estas classes subdividem-se em subclasses mais específicas, identificadas por duas letras, ou, excepcionalmente, uma e três letras. Por exemplo, a classe N - Art, tem subclasses NA - Architecture, NB - Sculpture, bem como várias outras subclasses.
Cada subclasse inclui um arranjo hierárquico dos tópicos (temas) pertinentes à subclasse, do geral para o mais específico. Tópicos individuais são muitas vezes divididos por lugares específicos, períodos de tempo ou formas bibliográficas (periódicos, biografias, dicionários, etc.). Números inteiros utilizados na LCC podem variar de 1 a 4 dígitos de comprimento, de 1 a 9999, e podem ser prorrogados mediante a utilização de números decimais.
No sistema da LC a notação de autor acompanha a notação de assunto, separando-se desta pelo uso de um ponto (.). A tabela de notação de autor é desenvolvida pela própria Library of Congress.

## Tabelas auxiliares
O sistema conta também com tabelas auxiliares: forma, geográfica, cronológica, subdivisões de assuntos e tabelas combinadas. Cada classe possui suas tabelas auxiliares.

## Vantagens e desvantagens
Barbosa (1969, p. 61) destaca alguns fatores como sendo favoráveis à Library of Congress Classification: "atualização constante – publicação oficial (…) – bons índices individuais – muito expansivo – pode ser usado em associação com o sistema da National Library of Medicine.". Barbosa destaca também algumas características negativas: "pouco memorizável – sem explicações de uso no interior dos esquemas – grande variedade de tabelas, o que dificulta seu manuseio – pouca divulgação de sua aplicabilidade – divisões arbitrárias dos assuntos."